# Melissa, Texas
Melissa là một thành phố thuộc quận Collin, tiểu bang Texas, Hoa Kỳ. Năm 2010, dân số của xã này là 4695 người.

## Dân số
- Dân số năm 2000: 1350 người.
- Dân số năm 2010: 4695 người.